# Augustin Reed Humphrey

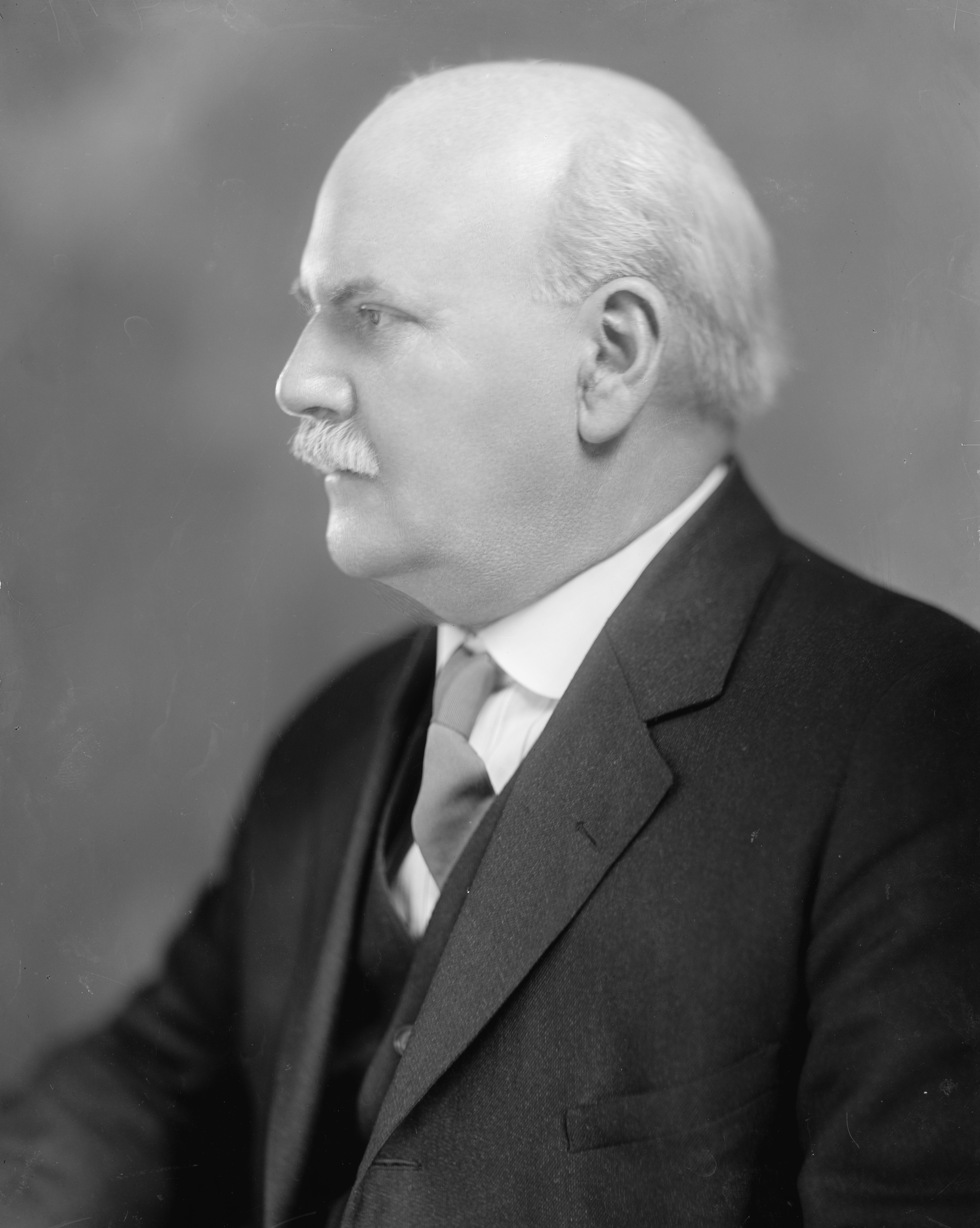
Augustin Reed Humphrey (um 1922)

Augustin Reed Humphrey (* 18. Februar 1859 in Madison, Indiana; † 10. Dezember 1937 in Fort Collins, Colorado) war ein US-amerikanischer Politiker. Zwischen 1922 und 1923 vertrat er den sechsten Wahlbezirk des Bundesstaates Nebraska im US-Repräsentantenhaus.

## Werdegang
Augustin Humphrey zog im Jahr 1864 nach Drakesville im Davis County in Iowa. Dort besuchte er die öffentlichen Schulen und dann bis 1881 die State Normal School in Bloomfield. Nach einem anschließenden Jurastudium an der University of Iowa in Iowa City und seiner 1882 erfolgten Zulassung als Rechtsanwalt begann Humphrey in Broken Bow (Nebraska) in seinem neuen Beruf zu arbeiten.
Augustin Humphrey wurde Mitglied der Republikanischen Partei. Zwischen 1887 und 1936 besuchte er alle regionalen Parteitage in Nebraska. In seiner neuen Heimat war Humphrey auch in der Landwirtschaft und vor allem in der Viehzucht tätig. Zwischen 1891 und 1895 war er Beauftragter der Staatsregierung von Nebraska für die öffentlichen Liegenschaften; von 1898 bis 1914 leitete er den Bildungsausschuss der Stadt Broken Bow. Dort war er von 1906 bis 1910 auch Richter am Nachlassgericht und von 1916 bis 1917 Bürgermeister. Im Jahr 1920 zog er auf seine Ranch am South Loop River.
Nach dem Tod des Kongressabgeordneten Moses P. Kinkaid wurde Humphrey in einer Nachwahl zu dessen Nachfolger im Kongress gewählt. Dort beendete er zwischen dem 7. November 1922 und dem 3. März 1923 Kinkaids Amtszeit. Bei den regulären Kongresswahlen des Jahres 1922 verzichtete er auf eine erneute Kandidatur. Nach dem Ende seiner kurzen Zeit im Kongress arbeitete Humphrey wieder als Rechtsanwalt in Broken Bow. Er starb während eines Besuches in Colorado.